# Euro Giannini
Euro Giannini (Trieste, 5 aprile 1926 – Trieste, 7 maggio 2015) è stato un calciatore italiano, di ruolo centrocampista.

## Carriera
Di ruolo mediano, tornato dal campo di prigionia di Mundorf, trovò lavoro nei cantieri; per aver giocato nel massimo campionato jugoslavo 1946-1947 con l'Amatori Ponziana (25 presenze), nel giugno 1947 fu squalificato dalla FIGC a tutto il 31 dicembre dello stesso anno.
Passato alla Triestina, con la quale esordì in partite ufficiali nel gennaio 1948 alla scadenza della squalifica semestrale inflittagli, fu membro importante della squadra che nella stagione 1947-1948 raggiunse la migliore posizione di sempre nel campionato di Serie A, concludendo al secondo posto alle spalle del Grande Torino.
Ha chiuso la carriera col Prato in Serie C.
In carriera ha collezionato 151 presenze e 4 reti in Serie A, tutte in maglia alabardata. È deceduto a Trieste il 7 maggio 2015.

## Palmarès

### Allenatore

#### Competizioni nazionali
- Campionato Dilettanti: 1

Maceratese: 1957-1958